# Nuova Famiglia
A Nuova Famiglia (Nova Família) era uma organização criminosa italiana Camorra afiliada à Máfia Siciliana, criada na década de 1980 para enfrentar a Nuova Camorra Organizzata de Raffaele Cutolo.

## Participantes
A organização incluiu: Michele Zaza (um chefe da Camorra com fortes laços com Cosa Nostra), o clã Gionta (de Torre Annunziata), o clã Nuvoletta de Marano, Antonio Bardellino de San Cipriano d'Aversa e Casal di Principe, o clã Alfieri de Saviano liderado por Carmine Alfieri, o clã Fabbrocino de Nola liderado por Mario Fabbrocino, o clã Galasso de Poggiomarino (liderado por Pasquale Galasso), Umberto Ammaturo, o clã Giuliano do bairro de Nápoles Forcella e o clã Vollaro de Portici. Inicialmente, as rédeas dos poderes foram realizadas pelos irmãos Nuvoletta, mas no final da década de 1980 foram substituídas por Antonio Bardellino.

## Disputas
A guerra ocorrida entre a Nuova Camorra Organizzata (NCO)e a Nuova Famiglia causou um grande número de vítimas. Isso, por sua vez, trouxe uma maior atenção das forças policiais italianas, empurrando a Cosa Nostra para acomodar um acordo entre os dois clãs em guerra, favorecendo esperançosamente a Nuova Famiglia, que incluiu muitos dos antigos aliados. Leoluca Bagarella, Bernardo Provenzano e Totò Riina repetidamente tentaram eliminar Cutolo. No final da década de 80, o último NCO foi finalmente derrotado, mas logo uma guerra estourou dentro da Nuova Famiglia entre Nuvoletta e Bardellino, o antigo apoiado pelo Corleonesi, já Bardellino apoiado pelo Scappati, como Tommaso Buscetta e outros.

## O histórico de liderança

### Chefes
- 1970-1985 - Decisão do Painel - Antonio Bardellino, Michele Zaza, Lorenzo Nuvoletta, Carmine Alfieri
- 1985-1988 - Antonio Bardellino (assassinado)
- 1988-1994 - Lorenzo Nuvoletta